# Корона, Тічино
З 14 квітня 2013 року Корона є кварталом міста Лугано в окрузі Захійний Лугано, в окрузі Лугано кантону Тессін у Швейцарії.

Географія
Містечко розташоване під г. Монте-Сан-Сальваторе на високій поверхні, яка височіє над озером Лугано між містами Агно і Лугано. До приєднання у 2013 році утворилося місто із місцевим самоврядуванням з адміністративним районом Сіона.

Історія
Корону було вперше згадано у 926 році як Кала, а маленьке село Сіона - у 1213.
Село Корона та невелике селище Сіона утворилися у єпископстві Комо у Середньовіччі. У маленькому селі Торелло була побудована церква Санта-Марія. Після 1349 церкву підтримало товариство ордену августинців у розташованому поблизу монастирі (побудований у 1217 році Гульєльмо Делла Торре). Через відданість династії Вісконті, село отримало власний герб. Відповідно до закону Старої Конфедерації, воно користувалося особливим статусом (Terra separata) точно так само, як і звільненням від певних законів і податків. Середньовічні закони були оновлені 1470 року.
Церква Мадонни де Онгеро була побудована на захід від села в лісі у 1624 році. У той же час з'явилася церква Санта-Марія делле Ґраціє у Сіоні. Дві церкви, так само, як і будинки села з 17 і 18 століть зображати зростання багатства Корони внаслідок еміграцій художників. Такі сім'ї художників з Корони як Апріле, Казелли, Скала і Соларі працювали протягом 15-18 століть по всій Європі.
До початку 19-го століття сільське господарство залишалося панівний, допоки сусіднє Лугано стало туристичною ціллю. У 1943 курган С. Грато було розчищено і передано у сільськогосподарське користування. Пізніше будівлі реконструювали на туристичний комплекс.

Населення
Після століть занепаду, в 1970-х і 80-х роках, населення подвоїлося, коли, окрім історично центру села, були побудовані нові будинки. 2000 року 21% населення розмовляв німецькою мовою. З подачі навколишньої громади функціонує головний басейн і спортивний центр.

Пам'ятки
У парафіяльній церкві Сан-Джорджіо е Андреа, із дивовижним восьмикутним куполом, прикрашеним ліхтарями, знаходиться намальована Доменіко Пеззі, копія "Страшного суду" Мігеля
Лоджія дель Комун
Дім священика
Церква Санта-Марта 
Будинок Каттанео 
Колишній будинок Соларі з ліпниною
Будинок Скала з ліпниною
Будинок Констанції 
Будинок Андреолі 
Будинок Зені з ліпниною Рокайль в інтер'єрі
Будинок Ле Брі 
Житловий будинок з ліпниною 
Житловий будинок з ліпниною
Будинок Адамі з гербом династії Адамі 
Будинок Петріні із фрескою "Мадонна з немовлям" 
Красномовство del Cagn 
Будинок Citron
Villa La Colombaia 
Житловий будинок з фрескою Madonna di Loreto e due Santi
Житловий будинок з фрескою "Мадонна з немовлям" 
Фонтан ді Канон 
Кароні належить церква Мадонна де Онгеро
Капела Санта-Марія делле Граціє, у частині «Ciona» 
Житловий будинок з сонячним годинником
Житловий будинок з декоративними розписами
Житловий будинок з фрескою "Мадонна з немовлям", San Giovanni Evangelista und Sant’Antonio abate
Житловий будинок із гербом династії
Кафедральний собор Санта-Марія Ассунта в районі Торелло 
У верхній частині міста розташований 6-гектарний ботанічний сад Parco San Grato. Там можна знайти велику колекцію рододендронів, азалій та хвойних дерев 
На вершині гори Монте-Сан-Сальваторе - церква Сан-Сальваторе 
Музей Сан-Сальваторе
Сторожова вежа
Воластоніт на кладовищі парафіяльної церкви Сан-Джорджо (600 м над рівнем моря).
| Швейцарія | Це незавершена стаття з географії Швейцарії. Ви можете допомогти проєкту, виправивши або дописавши її. |